# 小竹達雄
小竹 達雄（こたけ みちお）は、日本の俳優、劇作家、演出家。劇団ジャムジャムプレイヤーズ（旧：劇団河原乞食）主宰。三重県出身。東映俳優養成所京都校、テアトルアカデミー卒業。

## 出演作品

### 吹き替え
- 悪魔のえじき2（ケヴィン）
- 38度線
- 復活!死亡遊戯!
- ブラッド・フィースト 血の祝祭日2（マイヤーズ）
- 北極圏対独海戦1944
- ミートマーケット ゾンビ撃滅作戦（シュラック）
- ミートマーケット 人類滅亡の日（ゲーレン）

### 舞台
- 劇団ジャムジャムプレイヤーズ公演
  - 楽園
  - ブルース
  - 教科書朗読ライヴ 国語の時代
  - ジャム!
  - 死んで花実が咲いた頃
  - あばら家ジャンボリー
  - 煩悩の犬
  - いの奥山今日越えて
  - ブルース2
  - お先に幸せ（声の出演）
  - リメンバーミー?
  - ラスト刑事
  - 池袋モンパルナス
  - 幕は下りない
  - いの奥山今日越えて※2006年再演版
  - タケルとミコト
  - 誰が為にベルはなる
- 魚眼パノラマ（加茂川一）※劇団真空海月館公演

## 劇作・演出
- 劇団ジャムジャムプレイヤーズ公演
  - 銀行強盗
  - 楽園
  - ブルース
  - 時代
  - 銀行強盗　'98
  - 牙をもて
  - 教科書朗読ライヴ 国語の時代
  - ジャム!
  - 死んで花実が咲いた頃
  - あばら家ジャンボリー
  - いの奥山今日越えて
  - ブルース2
  - お先に幸せ
  - ドッグ★アイ
  - リメンバーミー?
  - ラスト刑事
  - 池袋モンパルナス
  - 幕は下りない
  - タケルとミコト
  - 煩悩の犬
  - 誰が為にベルはなる
- jamjamholiday公演
  - 戻り川ハイツ303号室
  - そして明日から
  - キース